# Liebfrauenkirche (Mengen)

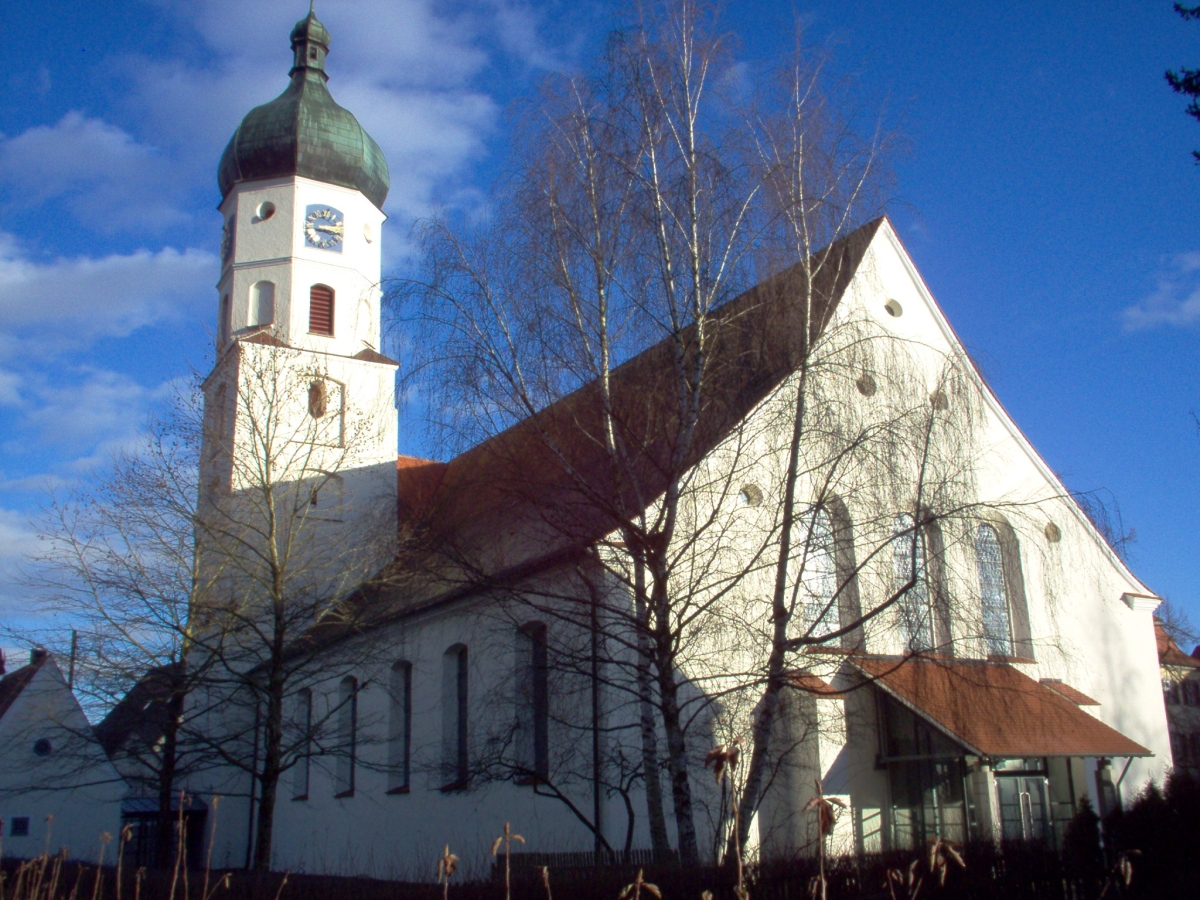
Die Liebfrauenkirche in Mengen

Die Liebfrauenkirche ist die römisch-katholische Stadtpfarrkirche der Stadt Mengen (Baden-Württemberg). Geweiht ist sie der Lieben Frau. Ihr charakteristischer Zwiebelturm, auf den eine Laterne aufgesetzt ist, prägt das Stadtbild der baden-württembergischen Kleinstadt. Die Liebfrauenkirche ist eine dreischiffige, gotische Basilika mit einem fast quadratischen Chor, der Innenraum ist barockisiert.

## Geschichte und Ausstattung
Die Kirche wurde ab dem Jahr 1343 an der Stelle einer zerstörten Kapelle erbaut. Ab 1450 wurde sie Pfarrkirche von Mengen, zuvor hatten die Mengener zur Pfarrei in Ennetach gehört. 1625 stürzte der ursprüngliche Kirchturm ein, der vermutlich gotisch war, und zerschlug den Chorraum. Jedoch wurden bereits innerhalb von drei Jahren Chor und Turm in der gegenwärtigen Form wieder aufgebaut.
Das Mittel- und die Seitenschiffe sind durch hohe, spitzbogige Arkaden getrennt, die von sechs kräftigen Pfeilerpaaren achteckiger Grundform getragen werden. Vermutlich seit einem Brand um 1604, vielleicht aber auch erst seit dem Umbau nach dem Einsturz des Turmes, ist das Dach der Kirche so weit herabgezogen, dass das Hochschiff im Dach verschwindet. Die Dreischiffigkeit ist von außen nicht mehr erkennbar.
In den Jahren 1991 bis 1993 wurde der Innenraum der Kirche grundlegend saniert und modernisiert.

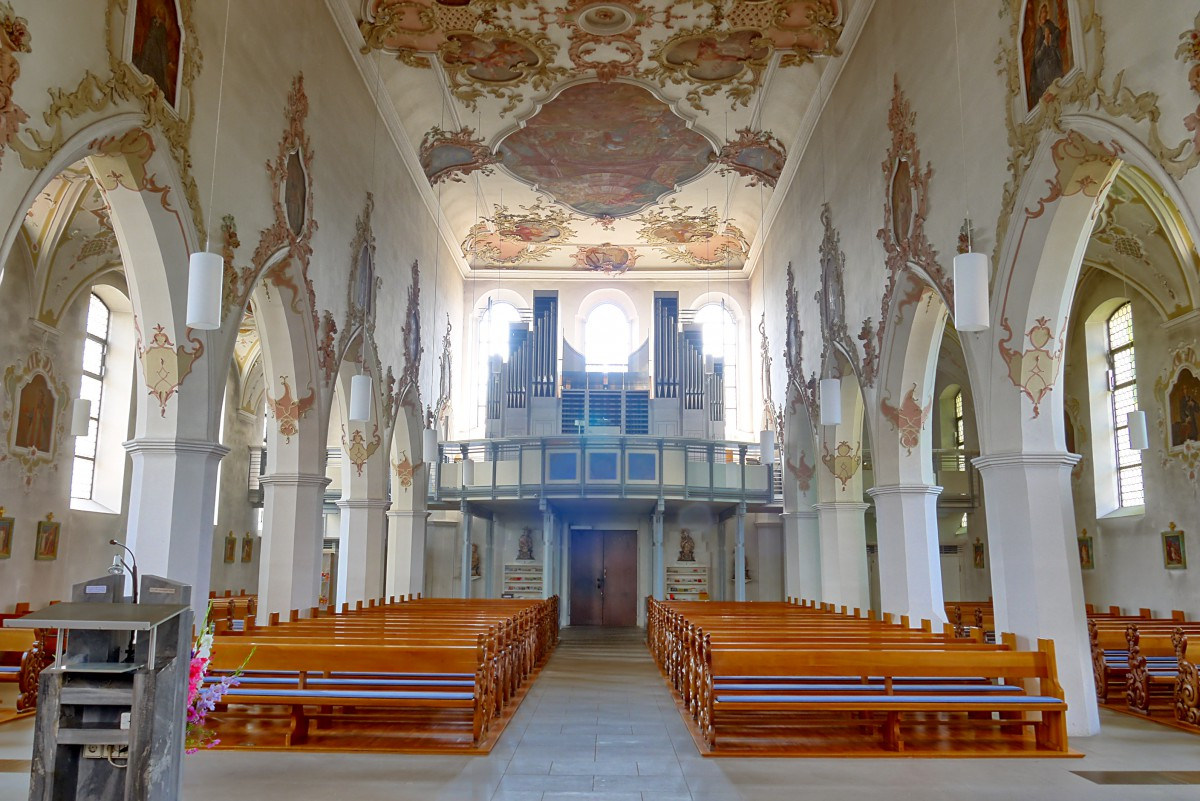
Blick auf die Orgel

## Orgel
Die Orgel wurde im Jahre 1975 von der Orgelbaufirma Späth (Ennetach) und im Chorraum aufgestellt; der Prospekt wurde von dem Organologen Walter Supper so gestaltet, dass die Fenster weitgehend freigehalten wurden. Im Jahre 1995 wurde das Instrument von dem Orgelbauer Harald Rapp reorganisiert und in einem neuen Gehäuse auf der rückwärtigen Empore aufgestellt; etwa 30 % des Pfeifenmaterials wurde erneuert. Im Jahre 2012 wurde das Instrument durch die Orgelbaufirma Freiburger Orgelbau gereinigt und nachintoniert und um das Register Prinzipalbass 16' erweitert. Es hat heute 26 Register auf zwei Manualwerken und Pedal.

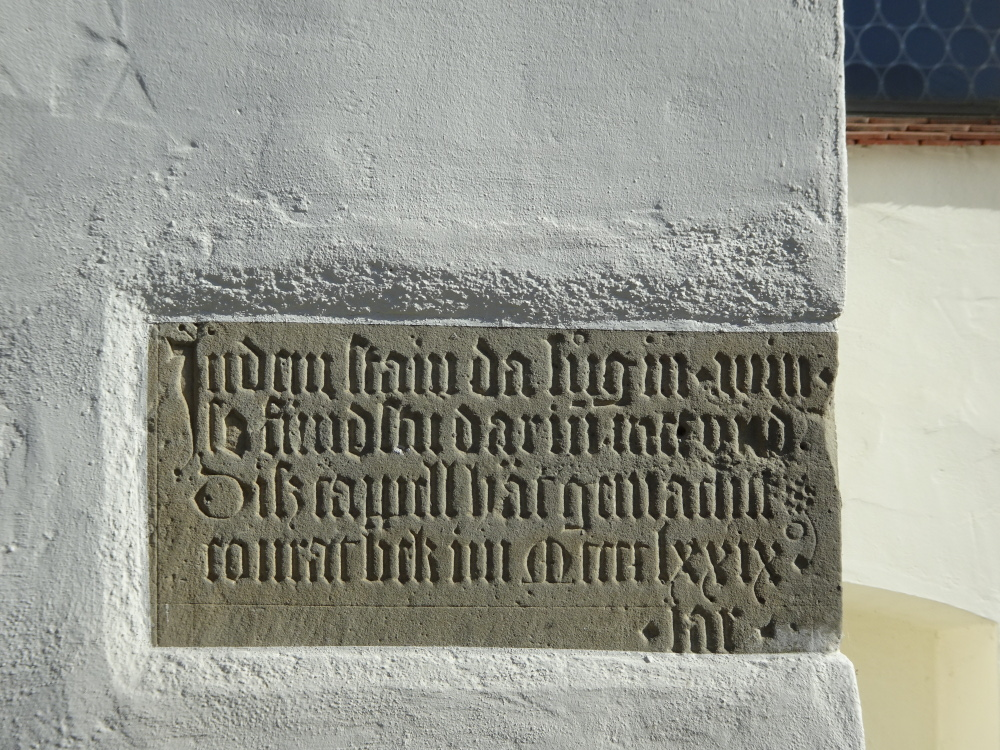
Der Grundstein an der Kapelle nennt den Namen des Stifters Konrat Bek sowie das Jahr 1479.

| I Hauptwerk C–g3 |                  |        |
| 1.               | Bourdon          | 16’    |
| 2.               | Prinzipal        | 08’    |
| 3.               | Rohrflöte        | 08’    |
| 4.               | Viola di Gamba 0 | 08’    |
| 5.               | Oktave           | 04’    |
| 6.               | Spitzflöte       | 04’    |
| 7.               | Quinte           | 02 ⁄3’ |
| 8.               | Superoktav       | 02’    |
| 9.               | Mixtur IV        | 01 ⁄3’ |
| 10.              | Trompete         | 08’    |

| II Schwellwerk C–g3 |                 |        |
| 11.                 | Metallgedeckt 0 | 08’    |
| 12.                 | Weidenpfeife    | 08’    |
| 13.                 | Praestant       | 04’    |
| 14.                 | Koppelflöte     | 04’    |
| 15.                 | Sesquialter II  | 02 ⁄3’ |
| 16.                 | Waldflöte       | 02’    |
| 17.                 | Sifflöte        | 01 ⁄3’ |
| 18.                 | Scharff IV-V    | 01’    |
| 19.                 | Hautbois        | 08’    |
|                     | Tremulant       |        |

| Pedalwerk C–f1 |                 |     |
| 20.            | Prinzipalbass 0 | 16’ |
| 21.            | Subbass         | 16’ |
| 22.            | Prinzipalbass   | 08’ |
| 23.            | Gemshorn        | 08’ |
| 24.            | Choralbaß       | 04’ |
| 25.            | Flötbaß         | 02’ |
| 26.            | Posaune         | 16’ |

- Koppeln: II/I, I/P, II/P.

## Ölberg-Kapelle
Die Ölberg-Kapelle befindet sich in der Südostecke der Kirche als vorderer Abschluss des südlichen Kirchenschiffs. In der Kapelle ist mit lebensgroßen Tonfiguren das Leiden Christi am Ölberg dargestellt. Der Mengener Bürger Konrat Bek stiftete die Kapelle im Jahr 1479. An der Außenseite weist ein Grundstein darauf hin. Die Inschrift lautet: „In dem stain, da lug in, so fündstu darin met und win. Diss capell hat gemachet Konrat Bek im mcccclxxix jar.“
Seit dem 18. Mai 1632 ist die Kapelle ein Wallfahrtsort. Damals stand im Dreißigjährigen Krieg die schwedische Armee vor den Toren Mengens, nachdem tags zuvor die Mengener Stadtwache mehrere schwedische Soldaten von den Pferden geschossen hatte. Die Mengener wussten sich nicht mehr zu helfen, so begannen rund 300 Geistliche, Alte und Frauen an der Ölberg-Kapelle zu beten. Der Überlieferung zufolge soll die Marienfigur in der Kapelle ihre Gesichtsfarbe verändert haben. Fast gleichzeitig zogen die Schweden ab, weil von Überlingen her das österreichische Heer nahte. So wurde die Stadt gerettet und die Kirchengemeinde feiert bis heute am ersten Sonntag nach dem 18. Mai das Mengener Maifest in Erinnerung an diese Episode.

## Kirchengemeinde
Die Kirchengemeinde bildet mit den Gemeinden aus Scheer, Heudorf, Blochingen und Ennetach die Seelsorgeeinheit Effata. Die Liebfrauengemeinde in Mengen unterhält den Kindergarten St. Maria, ein 2010 unmittelbar neben der Kirche neu erbautes Gemeindehaus, einen Eine-Welt-Laden, das Martinslädle und verschiedene Kleinkindgruppen.